# 吉原祇園祭
吉原祇園祭（よしわらぎおんさい）は、静岡県富士市の吉原地区（旧・吉原市）で、毎年6月第二土曜日・日曜日に開催される祭である。

## 概要
- 吉原市の時から行われており、とても歴史が長い祭りの一つ。
- 東海一の祇園と称され、地元では、「おてんのさん」と呼ばれる。
- 主な会場となる吉原商店街（吉原市中心地）【現・富士市街地】には、約1kmにわたって200軒を越す露店が立ち並び、人出は二日間で20万人を超える。
- 祇園祭と銘打ってはいるが、京都の祇園祭を忠実に伝承しているものとは異なる。これは、吉原が宿場町であったために、各地の祭りの様式が混じり合うことで、現在の祇園祭として成立したものと考えられる。

## 会場
- 吉原商店街を中心とした、吉原市中心地（現・富士市中心部）
- 期間中は、13:00〜21:00までの間、商店街が車両通行止めとなる。
- 交通
岳南電車岳南線吉原本町駅下車すぐ
富士急静岡バス吉原中央駅下車すぐ

## 山車

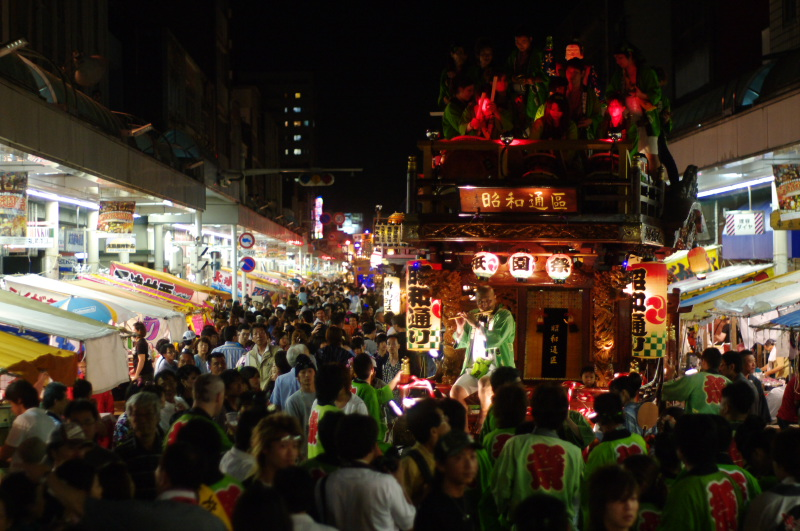
山車引回し

- 東海道東西文化の交流点らしく、「山車タイプ」「屋台タイプ」そして「両者を巧みに組み合わせたタイプ」と、全国でも珍しい取り揃えの21台の山車が町を練り歩く。
- 万治三年（1660年）、無理難題を押し付けられた問屋場の主人が天神様に願をかけ、無事仕事が終わったお礼に社殿を寄進した。その年の天神祭礼で、依田橋の住人が船に車輪をつけて引き回し、大練りとなったのが始まりとされている。

## 神輿
- 荒神様（スサノオノミコト）の神輿で、「けんか神輿」との異名を取る程の荒々しい神輿である。隣り合った神社の境界に踏み入ることは御法度とされる。
- かつては、現在の神輿以上に荒々しかったため、勢いのあまり家屋を破壊してしまうこともあったという。なお、地元の青年の間では、神輿を「担ぐ」とは言わず、「揺する」と言う。激しく神輿を上下左右に揺するというスタイルからそう表現されるものである。
- 神輿には笹が取り付けられているが、この笹を抜き取って家の軒先に飾ると厄払いになるという言い伝え[注釈 1]があり、各町内が神輿を揺すり終わると、青年が神輿から笹を抜き取っていく様子を見ることができる。

## 宮太鼓

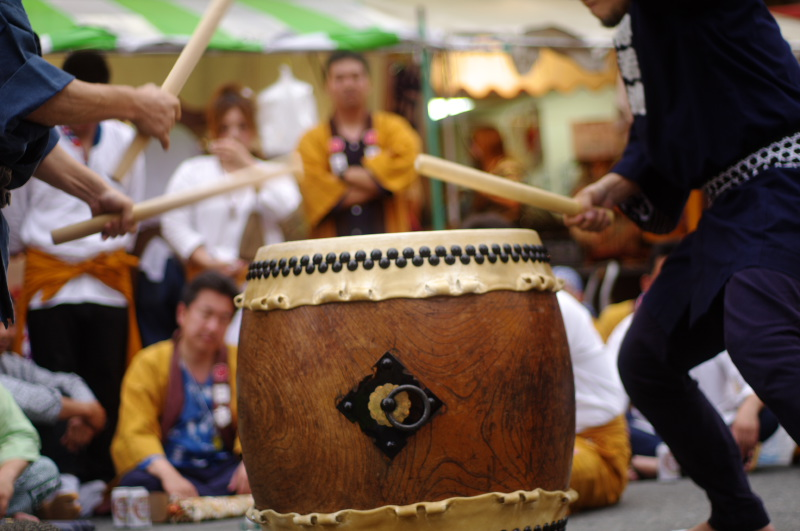
宮太鼓

- 長胴太鼓を二人の叩き手によって打ち鳴らすというもので、元々は、神輿が来る事を町内の若い衆に知らせる太鼓であった。「呼び太鼓」または「ふれ太鼓」とも呼ばれる。
- 土曜日夕刻には、吉原商店街各所にて、各町内代表者による競演が行われる。
- 日曜日には、各町内にて、本来の神輿前の「呼び太鼓」としての宮太鼓が鳴らされる。

## おてんのさんスタンプラリー
- スタンプポイント（各町内の会所）にあるスタンプを、パンフレット裏のスタンプ台紙に10個以上揃えると、抽選でおてんのさんグッズがもらえる企画。スタンプを集めた台紙を、日曜日の13:00～15:00にラクロス吉原2FコミュニティFに持っていくと、ガラガラ抽選ができる。パンフレットは、吉原小宿（吉原商店街）や道の駅等公共施設にて事前配布している他、当日は各町内の会所やコミュニティFでも入手できる。
- スタンプラリー実施日：祭り二日目の日曜日
- 抽選場所：ラクロス吉原2F 「コミュニティF」
- ガラガラ抽選日時：祭り二日目の日曜日13:00～15:00

## その他
- 東日本大震災の影響で、2011年は神事である神輿のみ行われ、太鼓等鳴り物と、露店の出店を自粛した。
- 2014年は、おてんのさんと同時に、富知六所浅間神社お木曳き行事が開催される。250年ぶりに建て替えられる浅間神社に使用される主な御用材（檜の原木3本）を、奉曳車と呼ばれる台車に載せ、約200名の曳子（奉仕参加者）がこれを曳いていく。奉曳車は、祇園祭開催中の吉原商店街を出発し、神社境内までの直線約1.7キロを行列する。神社到着後は、御用材に初めて墨打ちを行う釿始祭（ちょうなはじめさい）が古式に則り斎行される。当日の予定は以下の通り。
  - 6月14日（土）
    - 奉曳出発 13:00（岳南電車吉原本町駅近く、市河たばこ屋前）
    - 神社到着 14:45
    - 釿始祭 15:00

（なお、新型コロナウイルスの影響で、2020年は神事及び太鼓等鳴り物と、露店の出店を自粛した。）
- 2023年（令和5年）、祭りから暴力団関係者を締め出すため、露店の店頭に店主や従業員の顔写真付きの身分証明書を掲示することが義務付けられた[1]。